# Bazylika Narodzenia Najświętszej Maryi Panny w Mariazell
Bazylika Narodzenia Najświętszej Maryi Panny (niem. Basilika Mariä Geburt) – rzymskokatolicki, barokowy kościół znajdujący się w austriackim mieście Mariazell. Narodowe sanktuarium Austrii.

## Historia
Według legendy w 1157 roku benedyktyn Magnus, opat klasztoru Sankt Lambrecht, miał objąć opiekę nad ludnością zamieszkującą obszar dzisiejszego miasta. Na podróż wziął ze sobą drewnianą figurkę Matki Bożej. 21 grudnia głaz zablokował mu drogę w pobliżu miasta, zakonnik zwrócił się do Maryi o pomoc, po czym głaz pękł. Po dotarciu do celu podróży opat umieścił figurkę na drzewie i wzniósł celę (niem. Zelle), w której stworzył swoje mieszkanie oraz kaplicę. 
W 1200 roku wzniesiono romańską kaplicę, o czym informuje data na zachowanym portalu z tamtej świątyni. Pierwsza wzmianka miejscowości pochodzi z roku 1243, gdzie widnieje jako Cell, a sam kościół pojawia się po raz pierwszy w aktach abpa Fryderyka III z 1330 roku. W 1380 roku rozpoczęto budowę gotyckiego kościoła halowego, ufundowanego przez Ludwika I Węgierskiego. W 1399 roku papież Bonifacy IX nadał sanktuarium prawo do udzielania odpustów zupełnych.
W 1420 kościół spłonął podczas najazdów tureckich, kolejny pożar miał miejsce w 1474 roku. W okresie reformacji znaczenie świątyni spadło, a w następnych latach część wyposażenia została zarekwirowana i przetopiona na cele wojenne.
Budowę nowego kościoła rozpoczęto w XVII wieku za sprawą cesarza Ferdynanda III Habsburga. Projekt sporządził włoski architekt Domenico Sciassia. Prace budowlane trwały od roku 1644, w 1654 rozebrano gotyckie prezbiterium. Przed 1662 wzniesiono wschodnią część świątyni prócz kopuły, a w latach 1678–1681 wzniesiono dwie wieże przy fasadzie. Z poprzedniego kościoła pozostawiono gotycką wieżę centralną, prace budowlane ukończono w 1683 roku. Renowacja miała miejsce w latach 1755–1756.
W noc Wszystkich Świętych w 1827 roku doszczętnie spłonął dach i trzy wieże sanktuarium, stopieniu uległo osiem dzwonów, a wyposażenie zostało uszkodzone przez sadzę i akcję gaśniczą. Cudowna figura została wyniesiona z kościoła i przeniesiona do kaplicy na Sigmundsbergu. Odbudowany dach jest znacznie mniej stromy niż pierwotny. By zapobiec dalszym pożarom, po raz pierwszy zainstalowano piorunochrony.
W latach 1862–1865 barokowe okno na fasadzie zastąpiono ostrołukowym oknem neogotyckim, usunięto fresk przedstawiający legendę o powstaniu sanktuarium, zamurowano okna na bocznych ścianach wieży oraz przemalowano elewację na jednolity kolor. Kolejne renowacje miała miejsce w latach 1896–1900, 1925–1939, 1954–1957 i 1977–1980. W 1899 świątynię zelektryfikowano. 27 listopada 1907 roku papież Pius X wyniósł ją do godności bazyliki mniejszej. W 1983 roku odwiedził ją papież Jan Paweł II, a w 2007 – Benedykt XVI.

## Architektura i wyposażenie
Świątynia barokowa, trójnawowa, z rzędami kaplic bocznych po obu stronach korpusu nawowego. Nad skrzyżowaniem naw znajduje się kopuła. Posiada trójwieżową fasadę, wieża centralna jest gotycka, a dwie boczne – barokowe.
Ołtarz główny powstał wg. projektu Johanna Bernharda Fischera von Erlacha. Poświęcono go w 1704 roku, jego patronem jest Święta Trójca. Na marmurowej kolumnie ustawiona jest gotycka figura Matki Bożej z lat 1520–1530. Ambona pochodzi z lat 1689–1691, wykonał ją rzeźbiarz Andreas Grabmayr. Dekorują ją posągi czterech ewangelistów oraz św. Pawła.
Kaplicę Łaski (niem. Gnadenkapelle), ustawioną pośrodku nawy, wzniesiono w roku 1690 z wykorzystaniem fragmentów starszej, XIV-wiecznej konstrukcji. Dekoruje ją kamienna płaskorzeźba upamiętniająca Ludwika Węgierskiego i jego żonę Elżbietę Bośniaczkę, srebrna krata została ufundowana w 1756 roku przez cesarza Franciszka I Lotaryńskiego. Ołtarz pochodzi z roku 1726, a posągi śś. Benedykta, Lamberta, Józefa, Anny i Joachima wykonane zostały w 1734 przez Lorenza Mattiellego.
Barokowy prospekt organowy z roku 1737 kryje za sobą współczesny instrument, wykonany w szwajcarskim warsztacie Mathis Orgelbau. Pozytyw ustawiony przed organami powstał w roku 2003. Drugi instrument znajduje się przy ołtarzu i pochodzi z roku 2000.
Na wieżach kościoła zawieszonych jest łącznie 7 dzwonów, najstarszy z nich, znany jako Ferdinand, Mariazeller Glocke lub Marienglocke, odlano w 1830 roku w zakładzie Franza Xavera Gugga w Salzburgu. Sześć pozostałych wykonano w 1950 roku w ludwisarni St. Florian, zastąpiły one instrumenty zarekwirowane podczas II wojny światowej. Największy, poświęcony Chrystusowi Królowi, ma wagę 5702 kg.

## Galeria

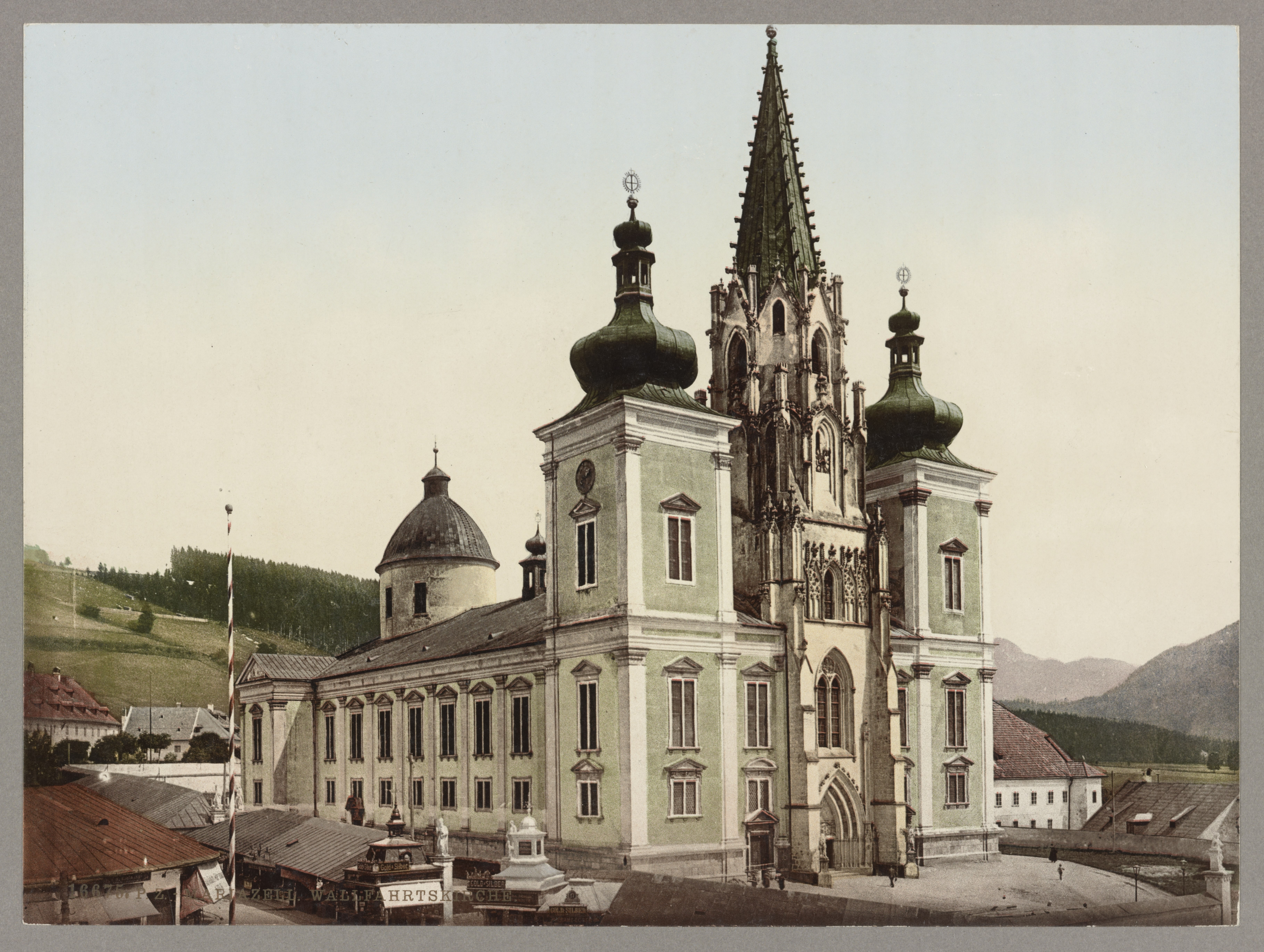
Świątynia w 1890 roku
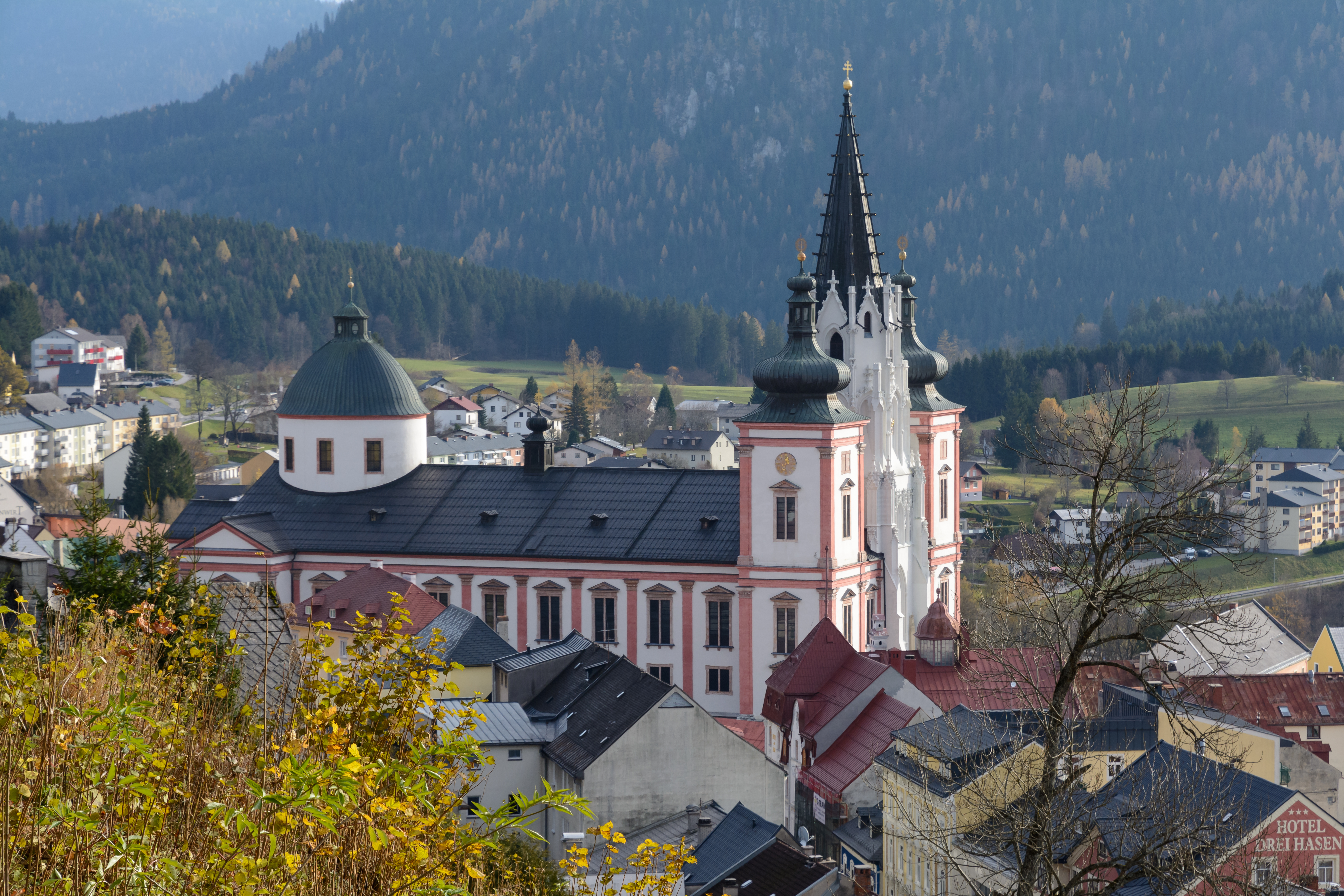
Widok z północy
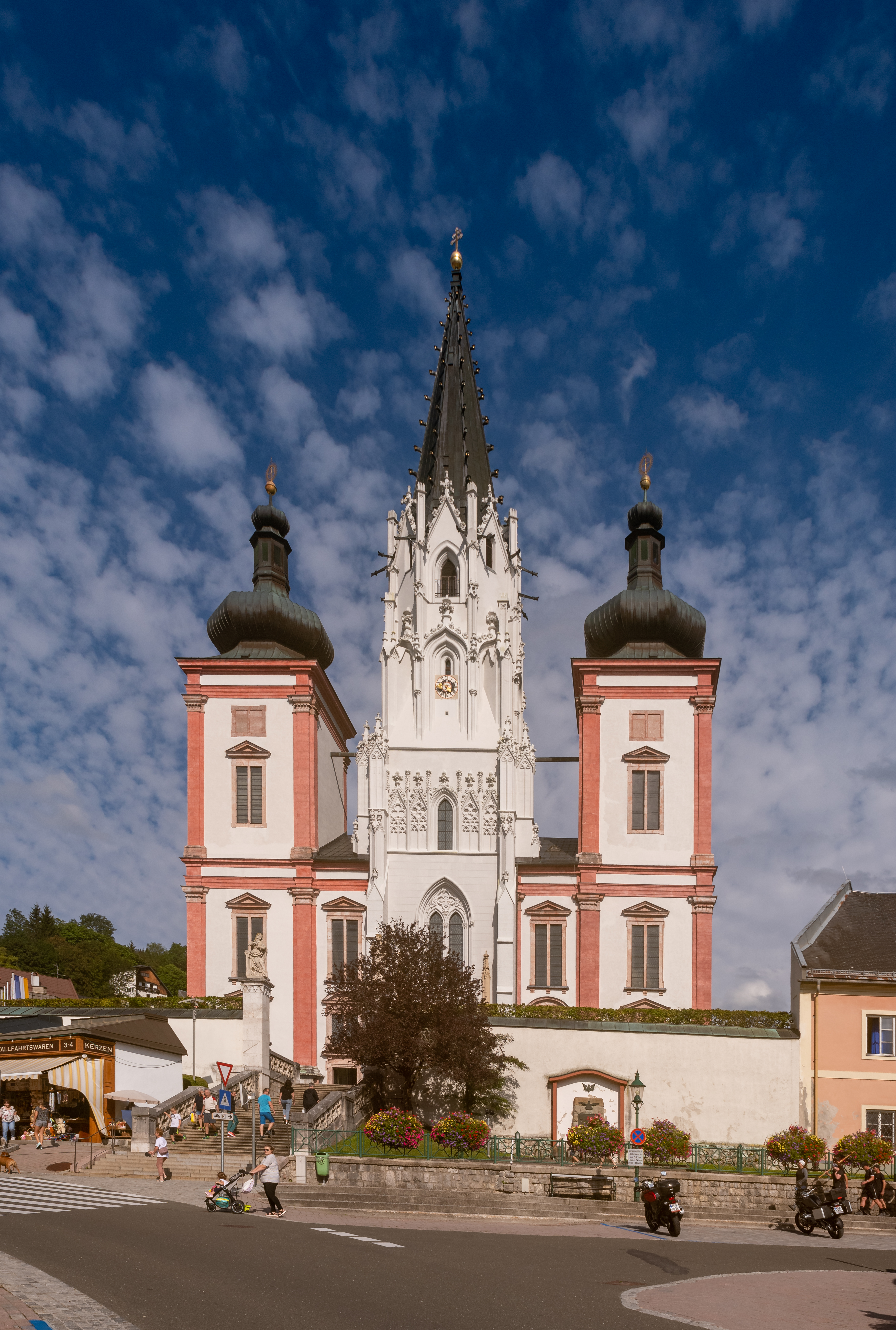
Fasada
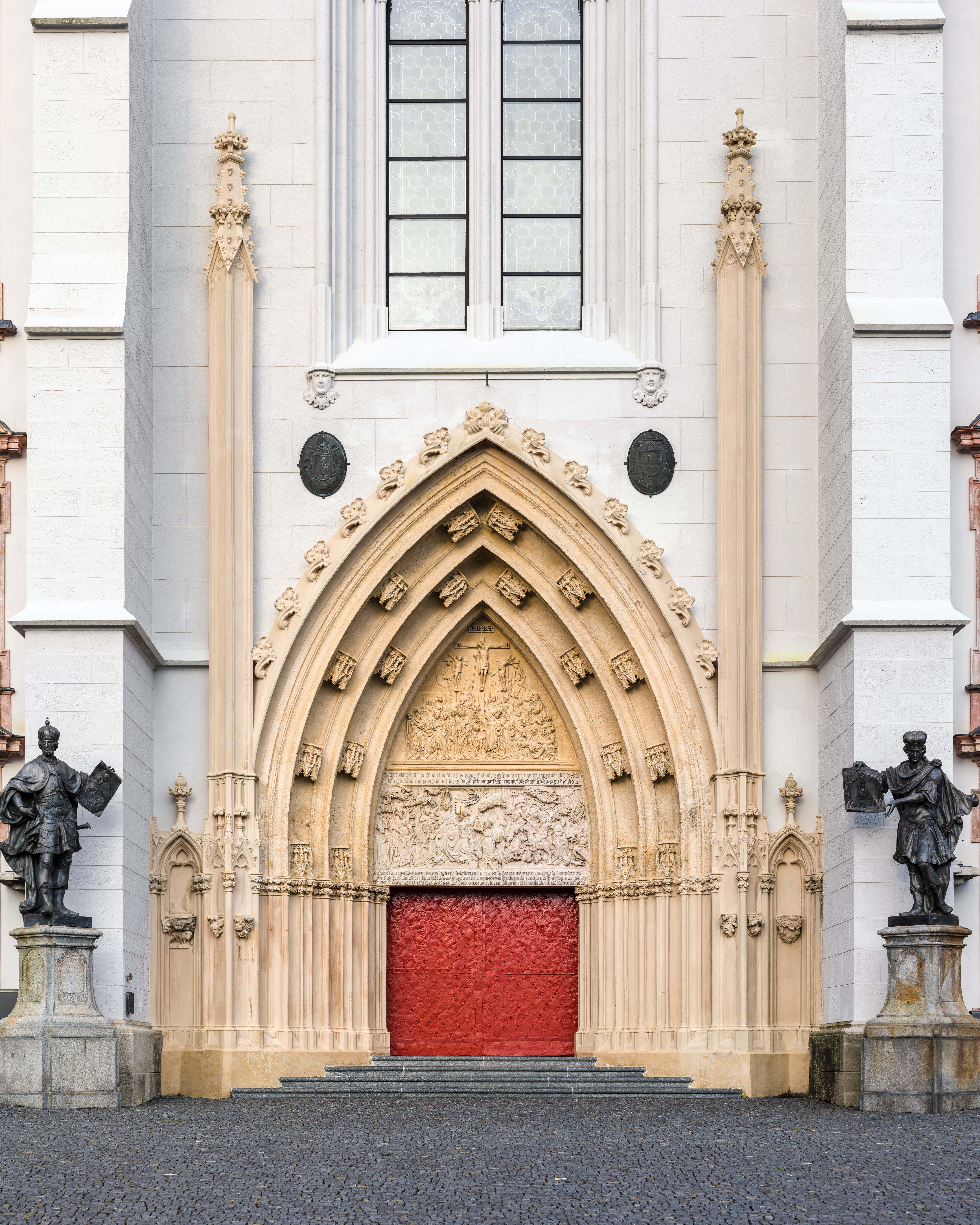
Portal główny
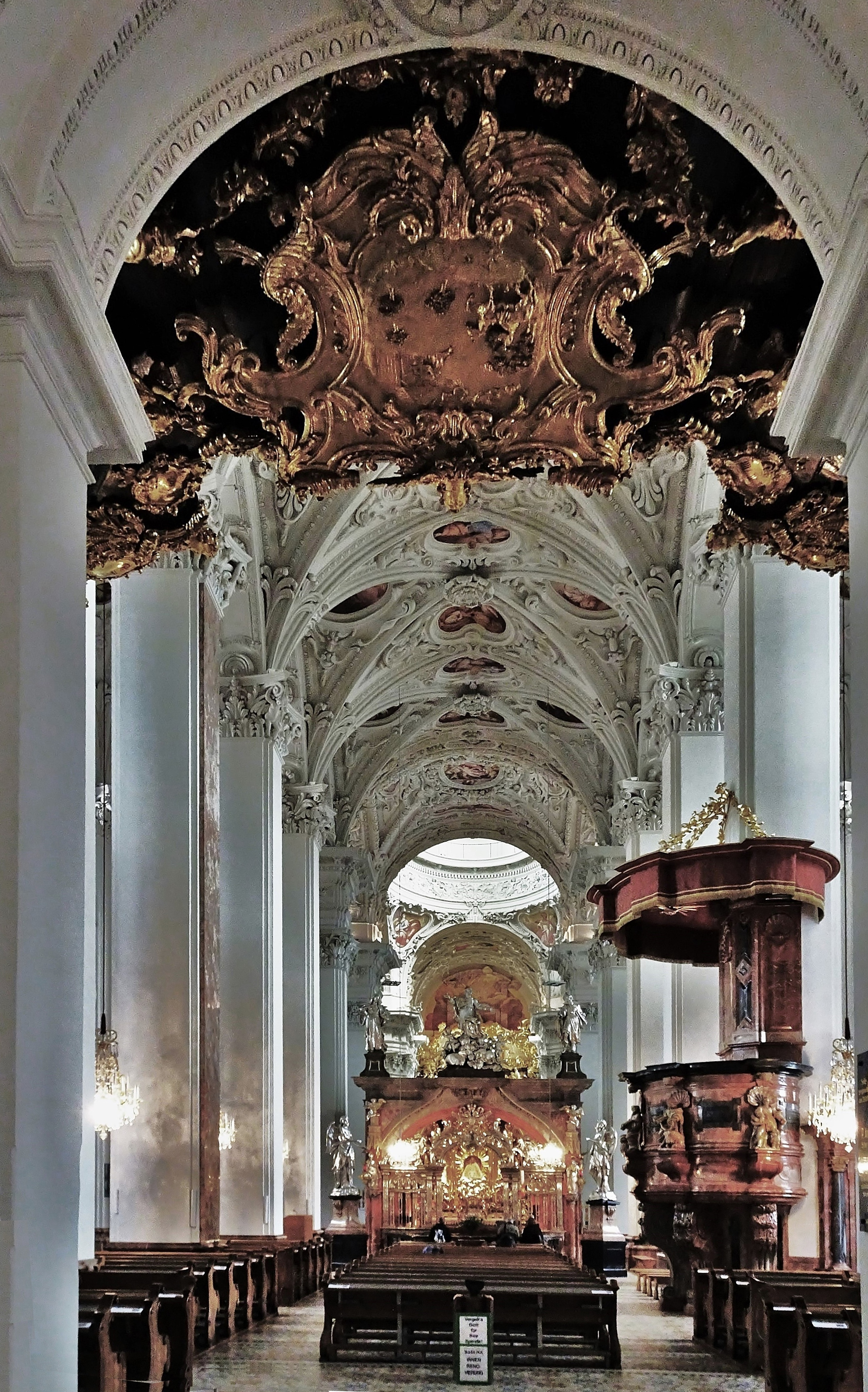
Wnętrze
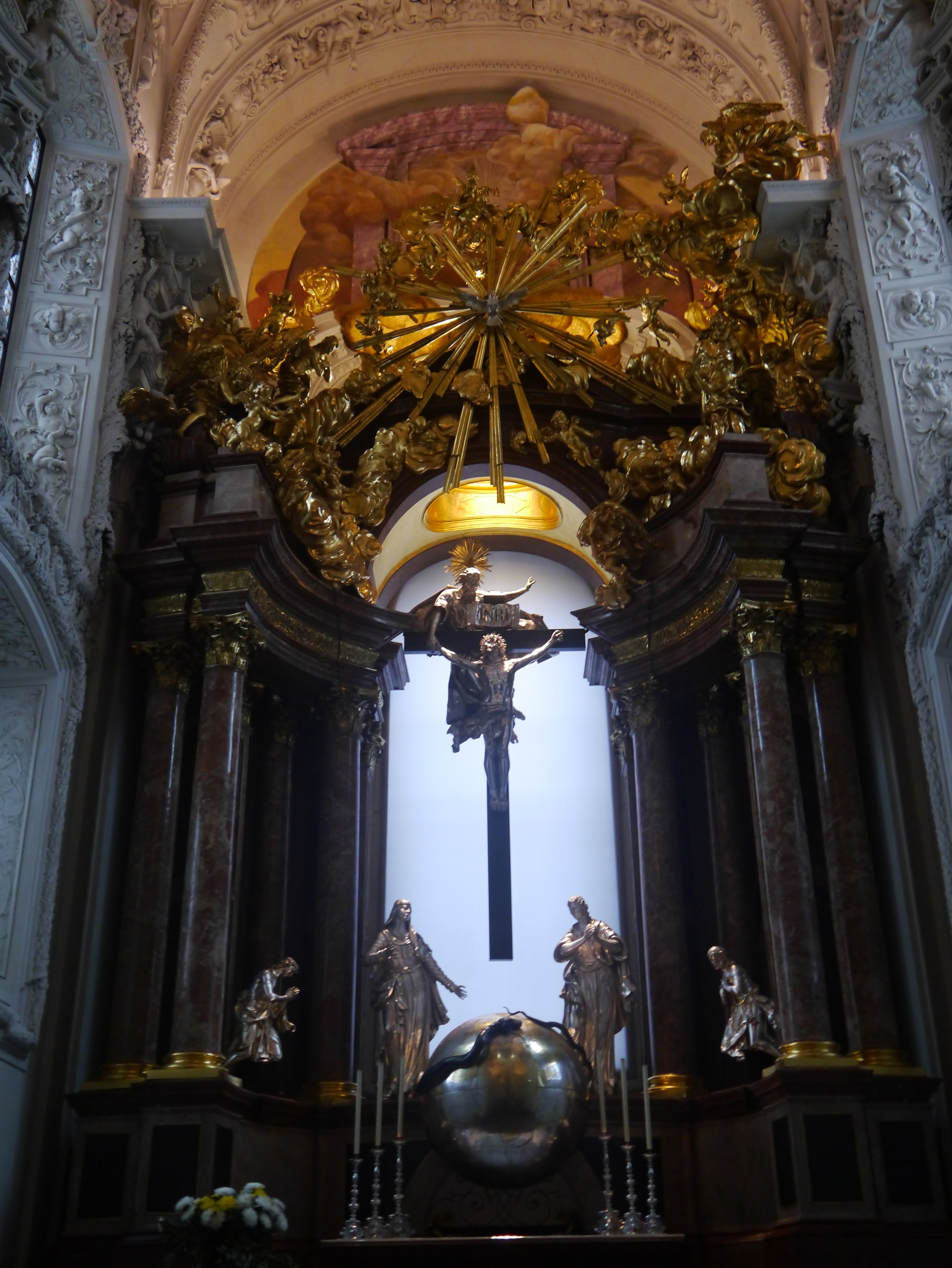
Ołtarz główny
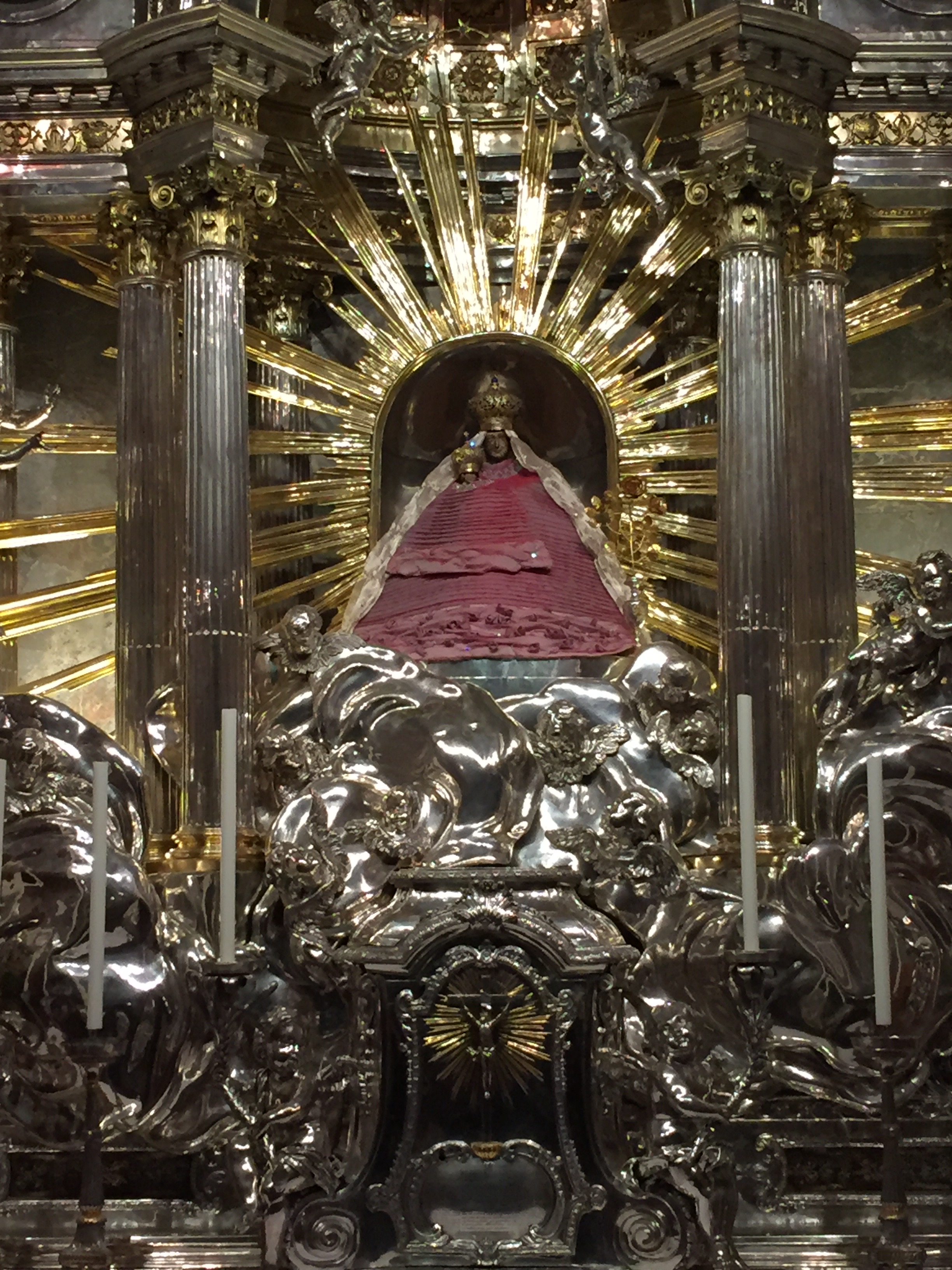
Cudowna figura w kaplicy Łaski
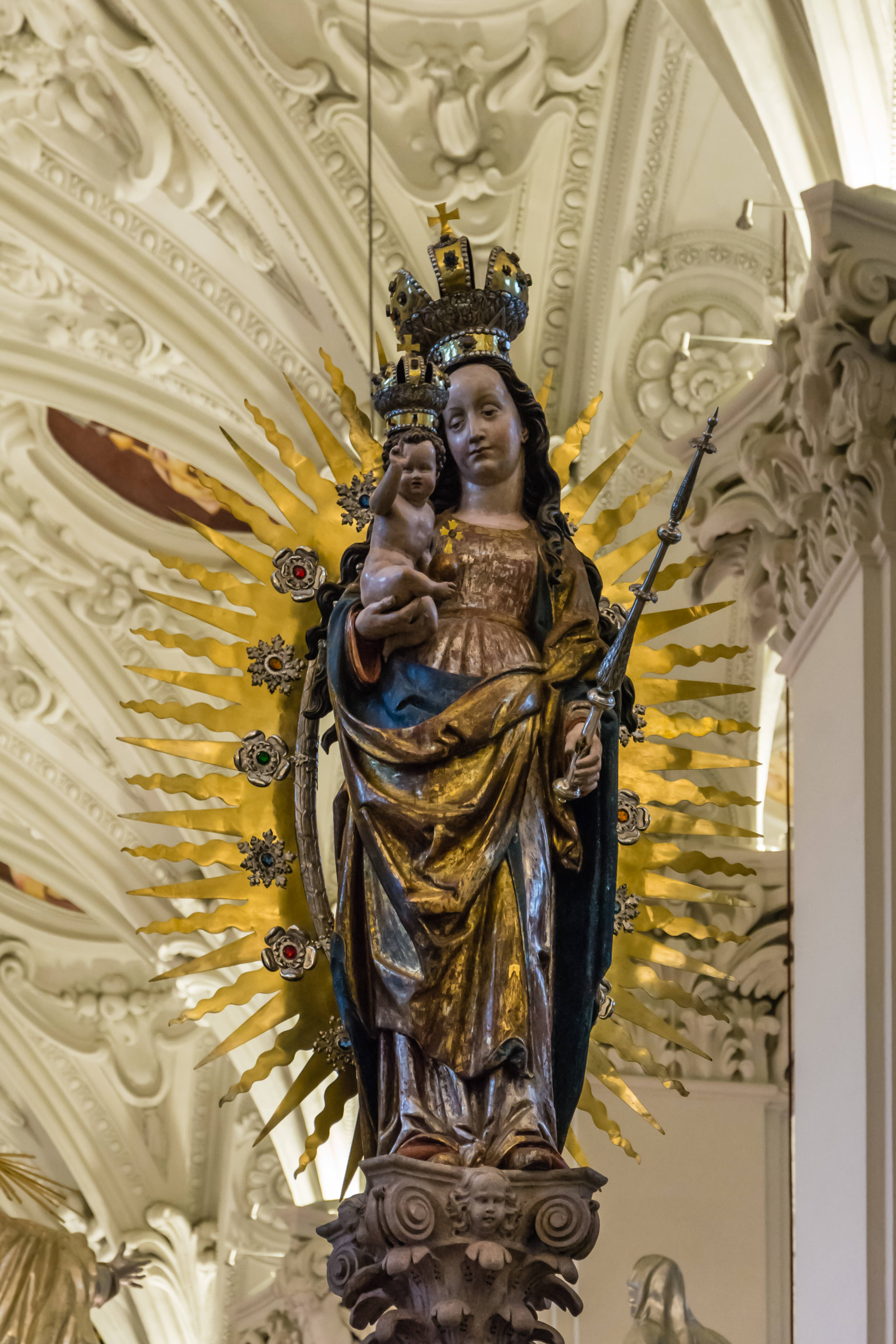
Gotycka figura na kolumnie
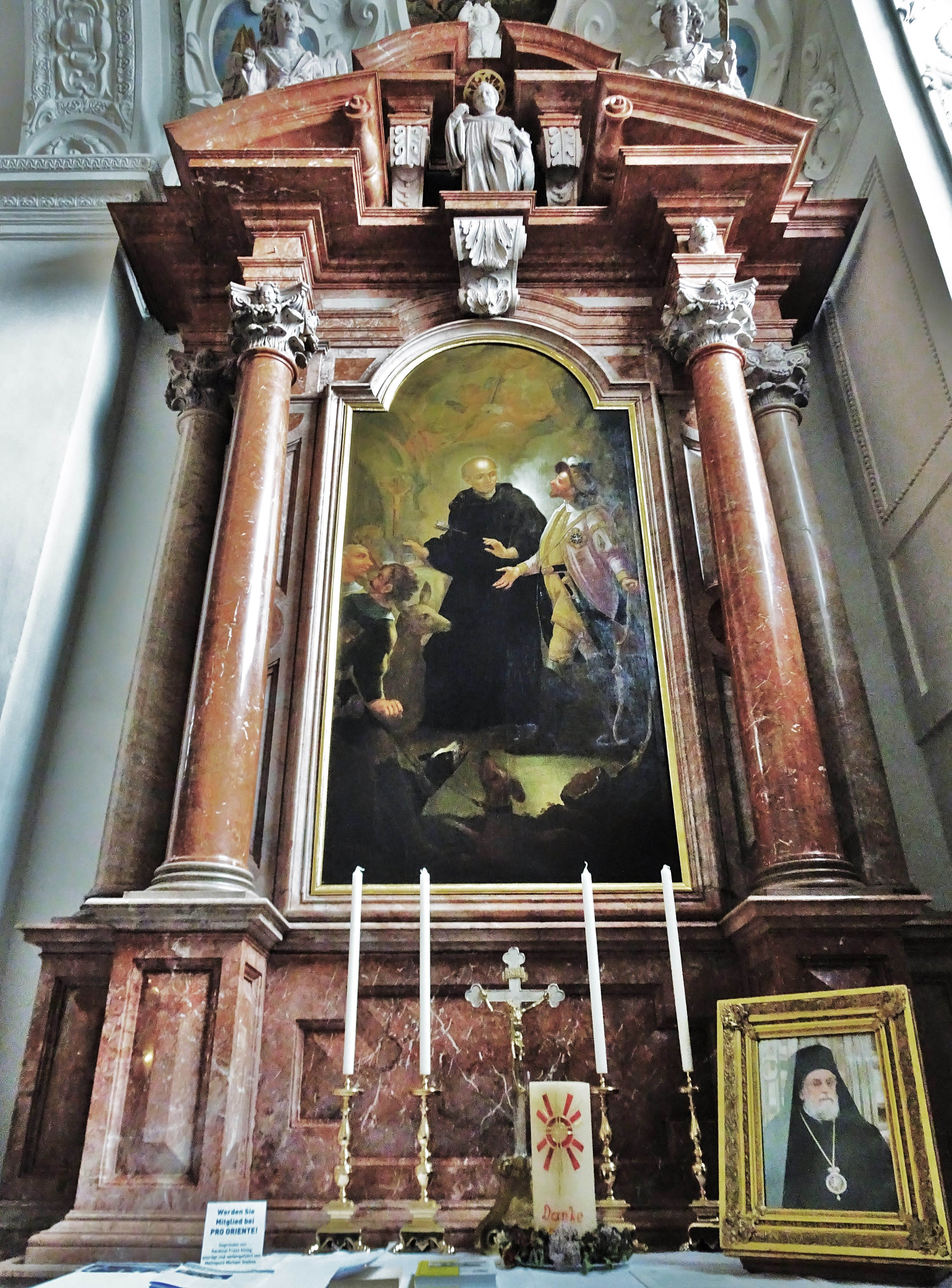
Ołtarz św. Idziego
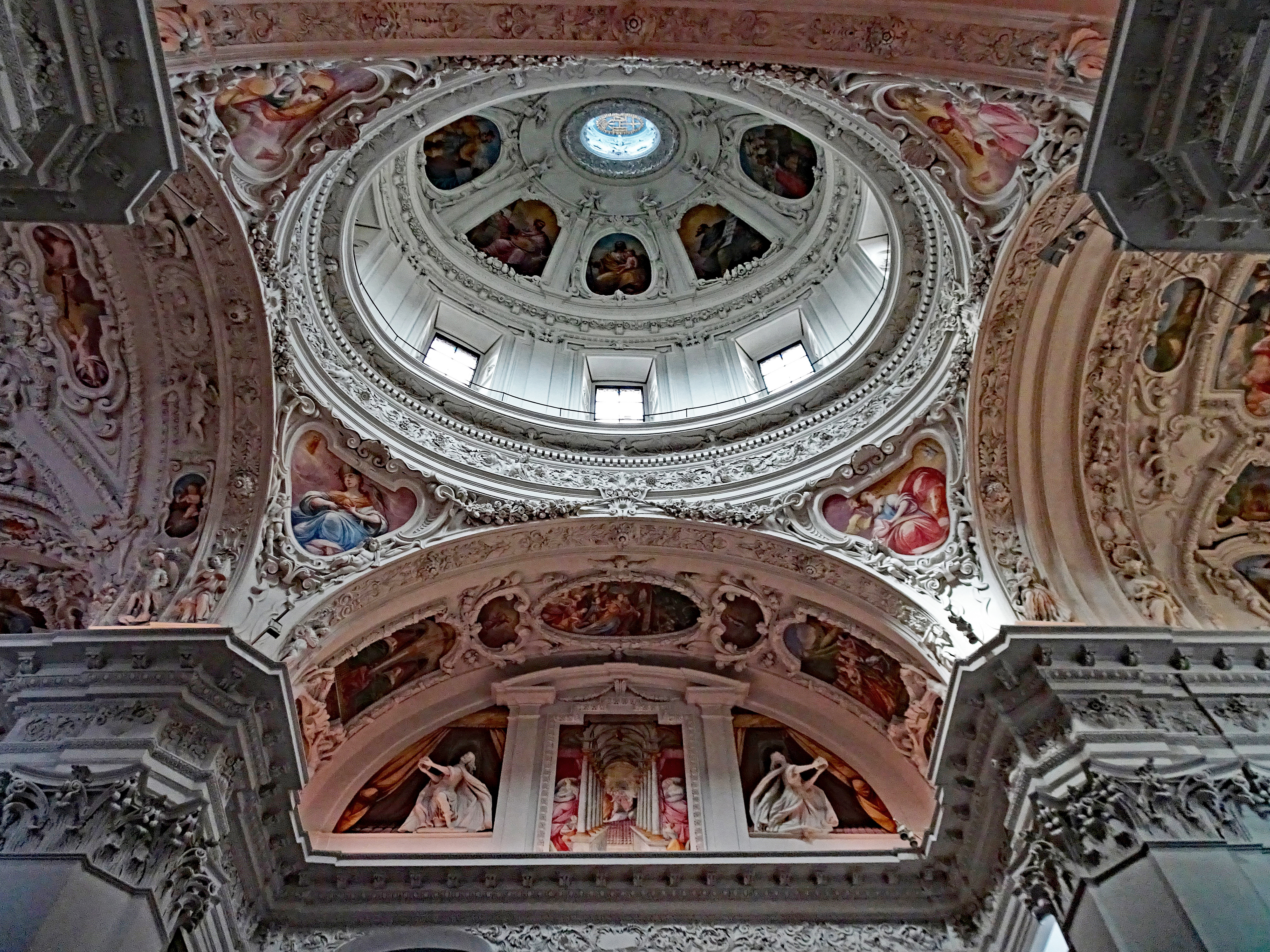
Kopuła
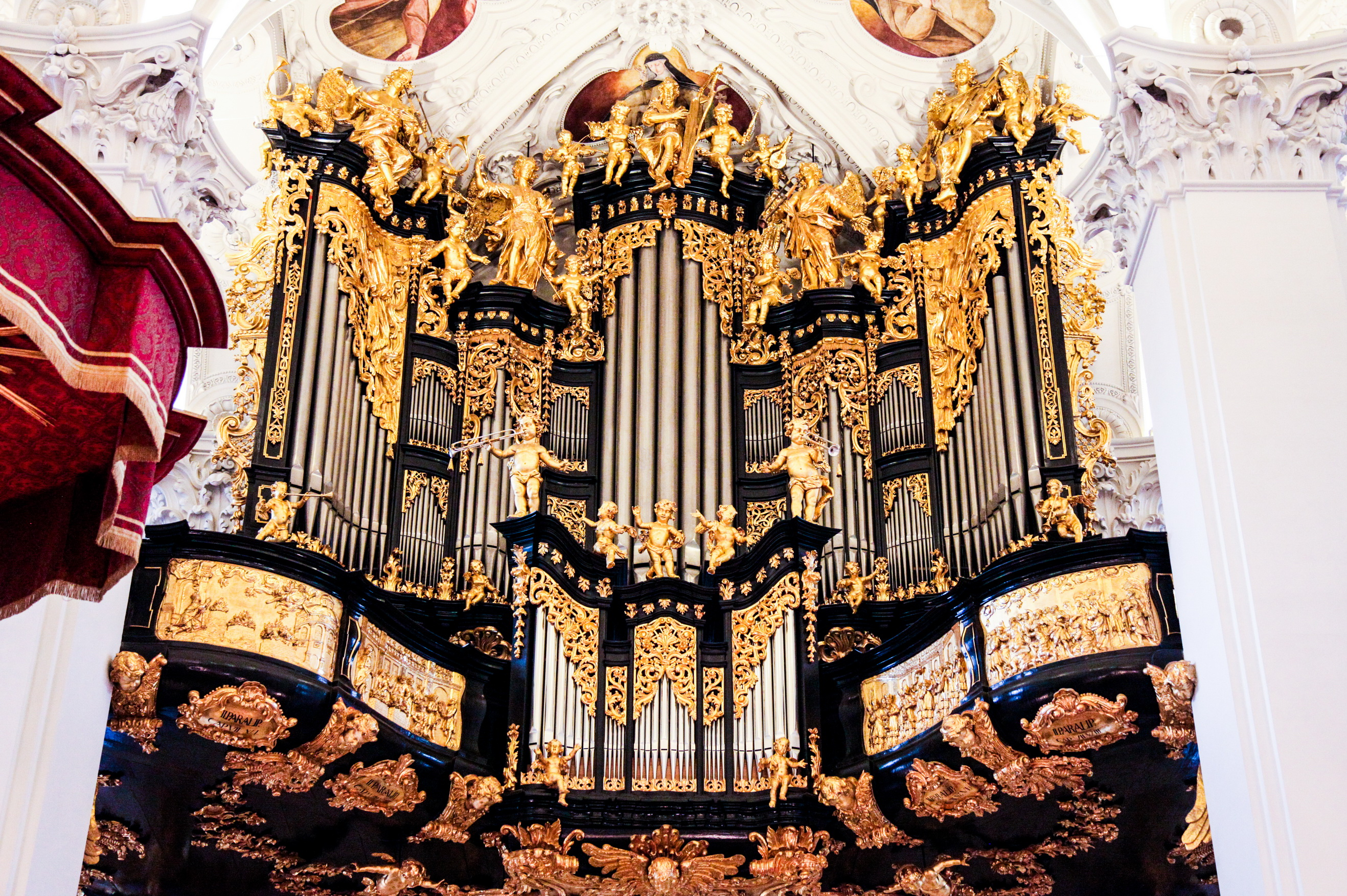
Organy główne
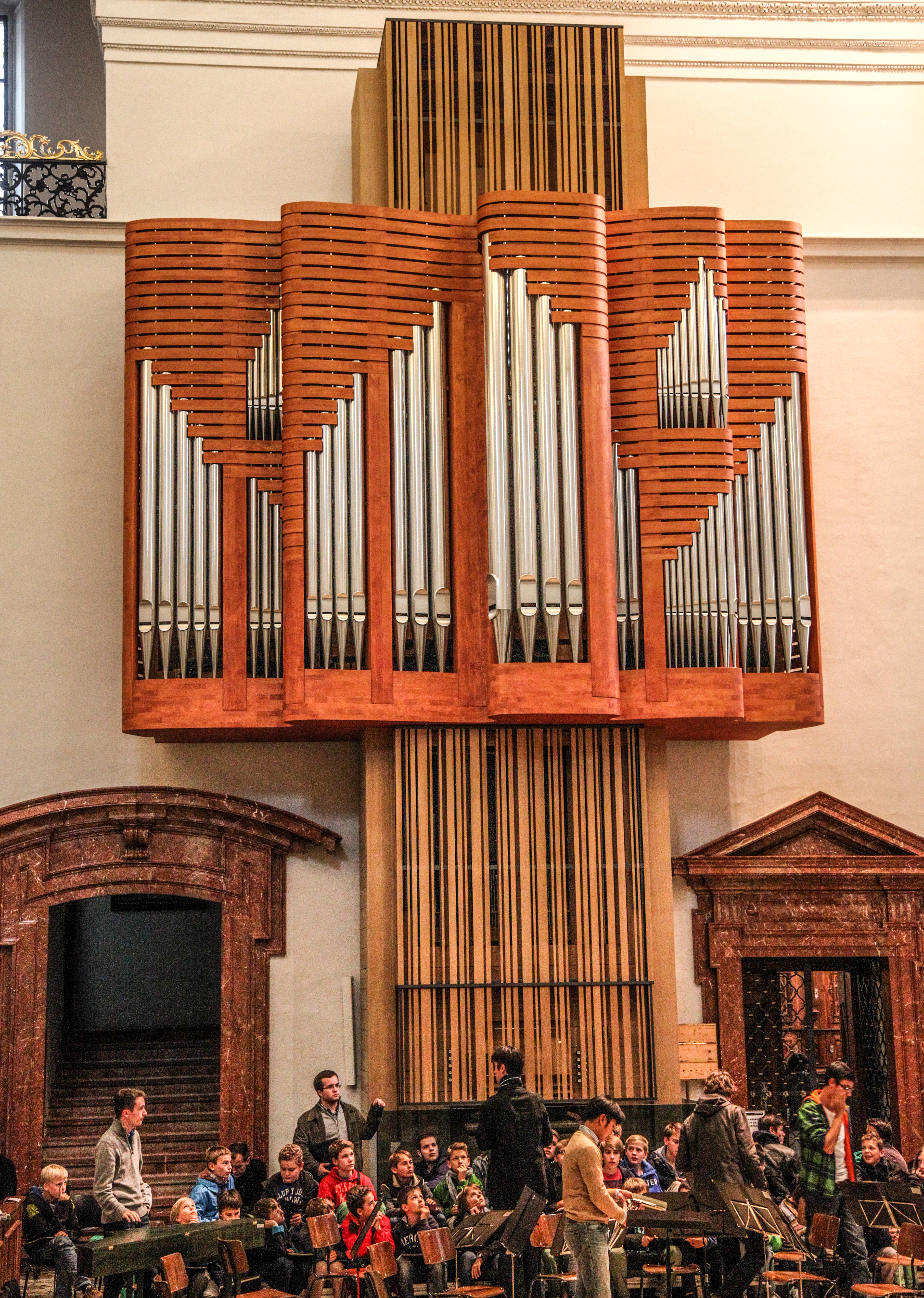
Organy boczne
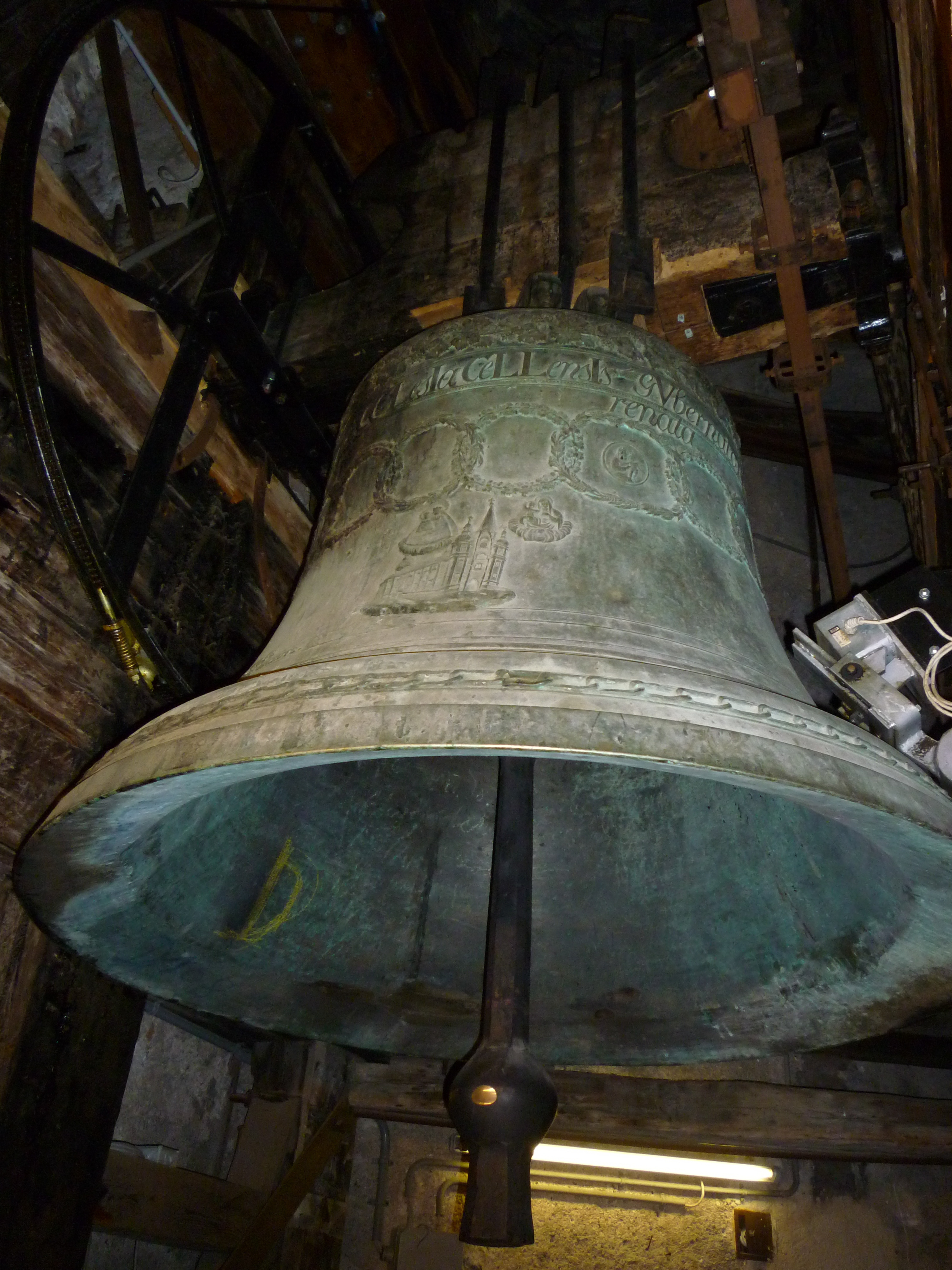
Dzwon z 1830